# Manfred Hinz (Romanist)
Manfred Hinz (* 8. Oktober 1952 in Ost-Berlin) ist ein deutscher Romanist.

## Leben
Er besuchte das Humboldt-Gymnasium in West-Berlin und studierte von 1972 bis 1977 Philosophie, Politikwissenschaft und Religionswissenschaft an der FU Berlin. Nach der Promotion 1982 zum Dr. phil. am Europäischen Hochschulinstitut in Florenz und der Habilitation 1991 an der Universität Augsburg übernahm er Lehrstuhlvertretungen an den Universitäten Düsseldorf, Pisa und Saarbrücken. Seit 1995 war er Universitätsprofessor für Romanische Literaturwissenschaft / Landeskunde (Schwerpunkt: Italien) an der Universität Passau.
Seine Schwerpunkte sind Rhetoriklehrbücher der Renaissance und des Barock, jesuitische Rhetoriken und sogenannte acutezza-Theorien, italienisch-französische Literaturbeziehungen der Romantik und die historischen Avantgardebewegungen.

## Schriften (Auswahl)
- Fichtes System der Freiheit. Analyse eines widersprüchlichen Begriffs. Stuttgart 1981, ISBN 3-12-912200-1.
- Massenkult und Todessymbolik in der nationalsozialistischen Architektur. Köln 1984, ISBN 3-924254-01-X.
- Die Zukunft der Katastrophe. Mythische und rationalistische Geschichtsphilosophie im italienischen Futurismus. Berlin 1985, ISBN 3-11-010349-4.
- Rhetorische Strategien des Hofmannes. Studien zu den italienischen Hofmannstraktaten des 16. und 17. Jahrhunderts. Stuttgart 1992, ISBN 3-476-00820-7.